# Eugen Amreich

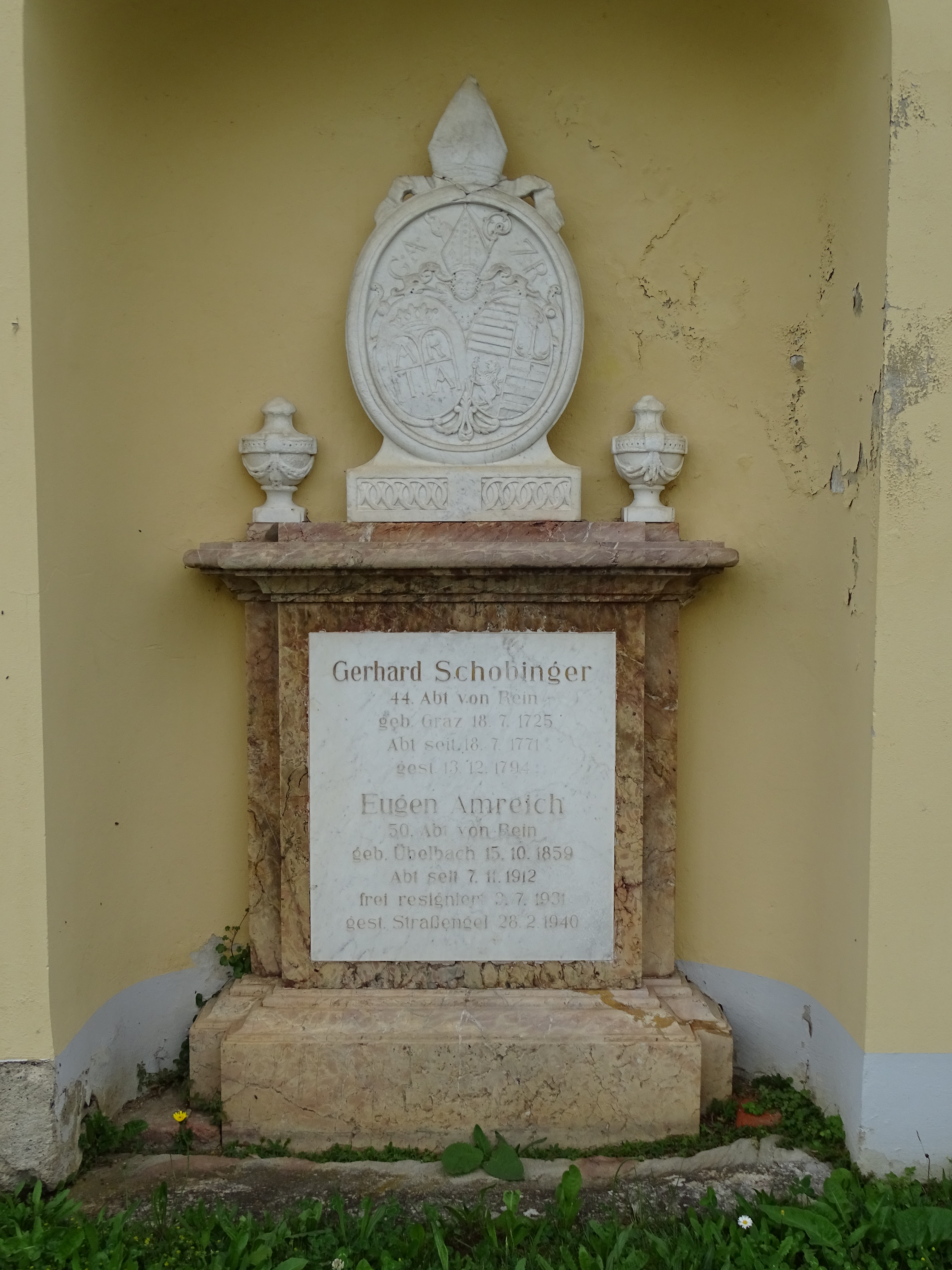
Grab von Gerhard Schobinger und Eugen Amreich am Friedhof Stift Rein-Eisbach

Eugen Amreich OCist (* 15. Oktober 1859 in Übelbach, Kaisertum Österreich als Hubert Amreich; † 28. Februar 1940 in Judendorf-Straßengel, Österreich) war ein österreichischer Geistlicher und der 50. Abt des Zisterzienserstiftes Rein in der Steiermark.

## Leben
Eugen Amreich wurde am 15. Oktober 1859 in der Ortschaft Übelbach, einige Kilometer nordwestlich von Graz, geboren und auf den Namen Hubert getauft. Im Jahre 1878 trat er in das Stift Rein ein, wo er den Ordensnamen Eugen erhielt. Im Jahre 1882 legte er die Profess ab und wurde noch im selben Jahr zum Priester geweiht. In weiterer Folge war er unter anderem Pfarrer in seinem Heimatort Übelbach und war auch als solcher im Amt, als er am 7. November 1912 zum Abt von Stift Rein gewählt und am 30. Dezember 1912 von Generalvikar Theobald Grasböck vom Stift Wilhering benediziert wurde.
Vorangegangen war im Jahre 1909 die Resignation des bisherigen Abtes Franz Sales Bauer, woraufhin das Stift drei Jahre lang von Prior regens Ernst Kortschak geführt wurde, ehe es zu einer Abtwahl kam. Da Amreich nur ein Kompromisskandidat war, trat er nicht als großer Neuerer hervor, brachte aber dennoch einige wenige Verbesserungen. Obwohl er sich erfolglos um die wirtschaftliche Situation des Klosters bemühte, kam es unter seiner Führung zu Modernisierungsarbeiten. So wurde im Kloster elektrisches Licht installiert und Straßengel erhielt in dieser Zeit einen stiftseigenen Friedhof. Verdienste erwarb sich Amreich auch als Vorsitzender des ökonomischen Kuratoriums für die Errichtung von Lungenheilstätten in der Steiermark (siehe unter anderem die Lungenheilstätte Enzenbach und das Landeskrankenhaus Hörgas in der Katastralgemeinde Hörgas).
Nachdem er von Fürstbischof Ferdinand Stanislaus Pawlikowski von Seckau für den schlechten Geist im Stift Rein verantwortlich gemacht worden war, wurde er im Jahre 1931, nach rund 20 Jahren im Amt, zur Resignation gedrängt. Danach zog er sich nach Maria Straßengel zurück, wo er am 28. Februar 1940 im Alter von 80 Jahren starb. Sein Nachfolger als Abt von Stift Rein wurde Ernst Kortschak, der bis 1945 im Amt blieb, ehe er ebenfalls resignieren musste.

## Familiäres
Eugen Amreich war ein Onkel des Gynäkologen Isidor Alfred Amreich (1885–1972).